# کابلی‌پلو
کابلی‌پلو یا قابلی‌پلو نوعی پلو است که در افغانستان تهیه می‌شود. مواد اصلی آن برنج بخارپز مخلوط با هویج و کشمش و همچنین گوشت مزه‌دار شده است. قابلی پلو معمولاً با بادام و پسته تزئین می‌شود. زعفران را می‌توان به برنج اضافه کرد. انواع آن از افغانستان به مناطق مختلف آسیای غربی و مرکزی و پاکستان گسترش یافته است.
اگرچه اغلب به اشتباه «کابلی پلو» نامیده می‌شود، اما این غذا اصالتاً کابلی نیست. به احتمال زیاد، خاستگاه قابلی پلو، شمال افغانستان، به ویژه منطقه مرزی با ازبکستان است. نوعی از این پلو که توسط ازبک‌های افغانستان تهیه می‌شود، «ازبکی پلو» نیز نامیده می‌شود. نوع ازبکی آن با پلوی سنتی افغانستان متفاوت است، زیرا در آن برنج بخارپز نمی‌شود، بلکه برنج تا زمانی که تمام آب آن جذب شود، می‌جوشد (روش دمپخت).
انواع دیگر قابلی پلو نیز در مناطق ایران مانند بجنورد و تبریز با نام‌ و مواد مشابه پخته می‌شود.